# 鹽湖城市旗
鹽湖城市旗是美國城市鹽湖城的市旗。這面旗幟由兩條平行條紋構成，上方是藍色，下方是白色。旗幟左上方有塞戈百合圖案（也是猶他州的州花）。
2025年5月，鹽湖城另外啟用了三幅官方市旗，分別為「Sego Celebration Flag」、「Sego Belonging Flag」、「Sego Visibility Flag」，左上方同樣有塞戈百合圖案。三者分別代表解放奴隸的六月節、彩虹旗、與跨性別旗，以應對猶他州禁止在學校場所與政府建築懸掛非官方旗幟的命令。